# Amolops formosus
Amolops formosus är en groddjursart som först beskrevs av Günther 1876.  Amolops formosus ingår i släktet Amolops och familjen egentliga grodor. Inga underarter finns listade i Catalogue of Life.
Arten förekommer i delstaterna Himachal Pradesh, Uttaranchal, Nagaland, Meghalaya, Arunachal Pradesh och Assam i Indien samt i norra Bangladesh och Nepal. Kanske når arten angränsande regioner av Bhutan och södra Kina. Utbredningsområdet ligger i bergstrakter och på högplatå mellan 1000 och 2500 meter över havet. Individerna lever vid vattendrag i tropiska städsegröna skogar. Grodynglens metamorfos sker i vattnet.
Skogsbruk i regionen och etablering av dammbyggnader påverkar beståndet negativt. I området ligger Namdhapa nationalpark och minst en annan skyddszon. Allmänt är Amolops formosus inte sällsynt. IUCN kategoriserar arten globalt som livskraftig.